# Cerhovice
Cerhovice település Csehországban, a Berouni járásban. Cerhovice Zbiroh, Týček, Líšná, Kařez, Újezd, Záluží és Drozdov településekkel határos. Lakosainak száma 1210 fő (2024. január 1.).

## Népesség
A település lakosságának változását az alábbi diagram mutatja:
| Lakosok száma | 1634 | 1342 | 1353 | 1216 | 1009 | 932  | 1175 | 1183 | 1163 | 1210 |
|               | 1869 | 1890 | 1921 | 1950 | 1980 | 2001 | 2017 | 2019 | 2022 | 2024 |